# Gare de Komysh-Zoria
La gare de Komysh-Zoria, (ukrainien : Комиш-Зоря (станція)) est une gare ferroviaire ukrainienne située à Komych-Zoria.

## Situation ferroviaire
Elle se trouve sur les lignes allant vers Gare de Polohy ou vers la gare Verkhniy Tokmak II.

## Histoire
Elle fut construite en 1904 et avant 1974 portait le nom de gare de Tsarekostyantinivka Царекостянтинівка.